# Кочетовский сельсовет (Петровский район)
Кочетовский сельсовет — сельское поселение в Петровском районе Тамбовской области Российской Федерации.
Административный центр — село Кочетовка.

## История
Статус и границы сельского поселения установлены Законом Тамбовской области от 17 сентября 2004 года № 232-З «Об установлении границ и определении места нахождения представительных органов муниципальных образований в Тамбовской области».

## Население
| 2010 | 2012 | 2013 | 2014 | 2015 | 2016 | 2017 |
| ---- | ---- | ---- | ---- | ---- | ---- | ---- |
| 641  | ↘614 | ↘601 | ↘586 | ↘571 | ↘557 | ↘547 |
| 2018 | 2019 | 2020 | 2021 |      |      |      |
| ↘536 | ↘516 | ↘499 | ↗634 |      |      |      |

## Состав сельского поселения
| № | Населённый пункт   | Тип населённого пункта       | Население |
| - | ------------------ | ---------------------------- | --------- |
| 1 | Большая Алексеевка | село                         | ↘144      |
| 2 | Бударки            | посёлок                      | 1         |
| 3 | Дегтярка           | деревня                      | 19        |
| 4 | Кочетовка          | село, административный центр | ↘308      |
| 5 | Песковатка         | железнодорожная станция      | ↗174      |
| 6 | Победа             | посёлок                      | 2         |
| 7 | Полинино           | село                         | 2         |
| 8 | Тройное            | посёлок                      | 5         |